# Onel de Guzmán
Onel de Guzman - це ім'я молодого філіппінського студента, який став відомим у 2000 році через створення вірусу "ILOVEYOU". Цей вірус вразив мільйони комп'ютерів по всьому світу, завдаючи значних завдатків інформаційній системі. Onel de Guzman був обвинувачений у створенні цього вірусу, але він не був судимим, оскільки Філіппінська влада не мала відповідного закону щодо кіберзлочинів того часу.